# Мало Коняри
Мало Коняри (на македонска литературна норма: Мало Коњари) е село в южната част на Северна Македония, община Прилеп.

## География
Мало Коняри е разположено в равнинната част на областта Пелагония, западно от Прилеп. То е от сбит тип и се дели на три махали: Горна, Долна и Баир махала.

### Топоними
Местностите в околността на селото са: Ушица, Чаирче, Неолани, Бистрица, Средно поле, Пригари, Лединчики, Лукарица, Висови, Грашища, Жежоица, Кърт порта, Садоине, Разлеище, Селище, Чука, Мулоица, Турски гробища, Каурски гробища и др. Според предания в местността Селище, югозападно от днешното Мало Коняри, се е намирало старо село.

## История
Смята се, че към XVIII век в Мало Коняри живеят турци, които по-късно изчезват. Според предания, към края на XVIII век земята на селото е било собственост на Муарем бег от Битоля. Според Йован Трифуноски тогава в Мало Коняре се е заселил най-старият род в селото - Ангелевци (Кусеви), преселници от днешна Албания. По-късно идват Тикварци (от Тиквеш), Караиловци или Кукиновци, Галевци, Каравеловци и други.
В XIX век Мало Коняри е село в Прилепска кааза на Османската империя. Църквата „Рождество Богородично“ е от 1873 година. В „Етнография на вилаетите Адрианопол, Монастир и Салоника“, издадена в Константинопол в 1878 година и отразяваща статистиката на населението от 1873 година, Мало Конаре (Malokonaré) е посочено като село с 42 домакинства с 201 жители българи. Същата година свещеникът в Прилеп Константин ръководи строежа на църквата в Мало Коняри.
Според статистиката на Васил Кънчов („Македония. Етнография и статистика“) от 1900 година Койнари Мало има 340 жители, всички българи християни.
На Етнографската карта на Битолския вилает на Картографския институт в София от 1901 година Мало Коняре е чисто българско село в Прилепската каза на Битолския санджак с 32 къщи.
В началото на XX век българското население на селото е под върховенството на Българската екзархия. По данни на секретаря на екзархията Димитър Мишев („La Macédoine et sa Population Chrétienne“) през 1905 година в Малко Коняре има 240 българи екзархисти и функционира българско училище.
Преди Балканската война в селото има три чифлика - на Аджи Муйо и Джеман бег от Битоля и на Аджи Илиевци от Прилеп. През 1915-1925 година местните жители купуват част от земята от собствениците на чифлиците.
По време на българското управление на Вардарска Македония през Първата световна война Мало-Койнари е част от Върбянска община в Прилепска околия и има 410 жители.
В 1921 година селото има 51 домакинства. В 1922 година на част от землището на Мало Коняри е основано селище на сръбски колонисти - преселници от Далмация, наречено Петрово, по-късно прекръстено на Мирче Ацев.
Преди Втората световна война западно от Мало Коняри е изградено военно летище.
През 1948 година селото има 82, през 1961 година - 127, а през 1971 година - 168 домакинства.
Според преброяването от 2002 година селото има 727 жители, от които:
| Националност     | Всичко |
| северномакедонци | 723    |
| албанци          | 0      |
| турци            | 0      |
| роми             | 0      |
| власи            | 0      |
| сърби            | 2      |
| бошняци          | 0      |
| други            | 2      |

## Личности
Родени в Мало Коняри
- Миле Димо от Оба, Прилепско, което вероятно е Мало Конари, българин, православен, арестуван преди април 1904 година, обвинен, че „по време на бунтовничеството през септември заедно с другарите си е убил иконома Исмаил, син на Ибрахим“,[11] обвинен и в „убийството на сръбския поп Никола“ в 1318 година (14 март 1902 - 13 март 1903),[12] осъден от Апелативния наказателен съд, лежал в Битолския затвор, амнистиран с общата амнистия от 12 април 1904 година[11][13]
- Мирчо Найденов (1881 - 1917), прилепски войвода на ВМОРО. Възможно е да е роден и в 1878 година в село Мажучище.
- Никола Тимзуров (? - 1907), четник от ВМОРО, загинал в местността Борила в сражение с турци[14]
- Ордан Мирче от Оба, Прилепско, което вероятно е Мало Конари, българин, православен, арестуван преди април 1904 година, обвинен, че е „тръгнал по пътя на комитството, когато на 1 септември в селото участвал в убийството на Исмаил Ибрахим, иконом в село Оба“, осъден от Апелативния наказателен съд, лежал в Битолския затвор, амнистиран с общата амнистия от 12 април 1904 година[11]
- Петре Тале от Оба, Прилепско, което вероятно е Мало Конари, българин, православен, арестуван преди април 1904 година, обвинен, че е „тръгнал по пътя на комитството, когато на 1 септември в селото участвал в убийството на Исмаил Ибрахим, иконом в село Оба“, осъден от Апелативния наказателен съд, лежал в Битолския затвор, амнистиран с общата амнистия от 12 април 1904 година[11]
- Фидан Найденов – Форцата (1879 – ?), български революционер от ВМОРО, четник между 1904 и 1908 година